# Kōta Mizunuma
Kōta Mizunuma (jap. 水沼宏太 Mizunuma Kōta; ur. 22 lutego 1990) – japoński piłkarz występujący na pozycji pomocnika, obecnie zawodnik Cerezo Osaka.

## Życiorys
Jego ojciec Takashi Mizunuma też był piłkarzem, aktualnie jest asystentem trenera Hosei.

### Kariera klubowa
Od 2007 roku występował w klubach: Yokohama F. Marinos, Tochigi SC, Sagan Tosu, F.C. Tokyo i Cerezo Osaka.
1 lutego 2018 podpisał kontrakt z japońskim klubem Cerezo Osaka, umowa do 31 stycznia 2020; bez odstępnego.

### Kariera reprezentacyjna
Był reprezentantem Japonii w kategoriach: U-17, U-19, U-20, U-21 i U-23.

## Sukcesy

### Klubowe
Cerezo Osaka
- Zdobywca Pucharu Ligi Japońskiej: 2017
- Zdobywca Pucharu Japonii: 2017
- Zdobywca Superpucharu Japonii: 2018

### Reprezentacyjne
Japonia U-17
- Zdobywca Mistrzostw Azji U-17: 2006

Japonia U-23
- Zdobywca Igrzysk azjatyckich: 2010